# Thizziana Stoned and the Temple of Shrooms
Albums de Mac Mall
Da U.S. Open
(2005) Mac to the Future
(2009)
Thizziana Stoned and the Temple of Shrooms est le sixième album studio de Mac Mall, sorti le 19 septembre 2006.

## Liste des titres
| No  | Titre                                                                       | Durée |
| --- | --------------------------------------------------------------------------- | ----- |
| 1.  | Slobba                                                                      | 3:13  |
| 2.  | Girls Jus Wanna                                                             | 3:35  |
| 3.  | Owe Me Cuz You Know Me (featuring Little Bruce)                             | 2:48  |
| 4.  | Here Come (featuring Philly 45)                                             | 4:29  |
| 5.  | Stunna Man (featuring Dubee Aka Sugawolf, Sleep Dank et Treacherous T.I.C.) | 3:07  |
| 6.  | Ratha Have                                                                  | 3:46  |
| 7.  | Shoo (featuring Greg Geezy et J-Diggs)                                      | 3:54  |
| 8.  | Pop That                                                                    | 3:15  |
| 9.  | Luv Luv, Lav Lav                                                            | 4:08  |
| 10. | Butta (featuring Money Gang et Ray Luv)                                     | 4:24  |
| 11. | What's Rockin' (featuring Vital)                                            | 3:33  |
| 12. | The One (featuring Goapele)                                                 | 3:05  |
| 13. | Throw Up T'Z                                                                | 3:34  |
| 14. | Head Choppin' (featuring Lil' Cavey Roc et Shiggity)                        | 3:38  |
| 15. | Perfect Poison                                                              | 3:59  |
| 16. | It Ain't Easy Bein' Meezy                                                   | 4:43  |